# Armistice d'Erzincan

Offensive ottomane dans le caucase en 1918.

L’armistice d'Erzincan (Erzindjan), signé le 18 décembre 1917, mit fin au conflit entre l'Empire ottoman et la Russie bolchévique dans le cadre de la campagne perse et du Caucase sur le front du Moyen-Orient. Il fut signé entre la 3e armée ottomane et le Comité spécial de Transcaucasie (Особый Закавказский Комитет) à la suite de l'arrivée au pouvoir des bolchéviques en Russie (cf. Révolution russe).

## Conséquences
Cet armistice voit ainsi le retrait des troupes russes de Perse et du Caucase et sera suivi peu de temps après par le traité de Brest-Litovsk avec l'Empire allemand en mars 1918, qui voit le désengagement de la Russie de la Première Guerre mondiale.
Les forces britanniques déployées au Caucase durent être rappelées en Palestine et en Mésopotamie à cause de la pression exercée par l'armée ottomane dans la région.